# Aéroport d'Helsinki-Malmi
Pour les articles homonymes, voir Aéroport d'Helsinki.
L'aéroport d'Helsinki-Malmi (code IATA : HEM • code OACI : EFHF) est un aéroport dans la section Malmin lentokenttä du quartier de Malmi, situé à environ 10 km au nord-est du centre d'Helsinki en Finlande. Jusque 1952, c'était le principal terrain d'aviation d'Helsinki. Désormais, il est utilisé par l'aviation générale.
Depuis longtemps, la ville d'Helsinki projette de fermer l'aéroport de Malmi et de construire à la place des habitations. La fermeture de l'aéroport est cependant un projet très litigieux, et il n'est pas sûr qu'il soit mené à son terme. Il existe entre l'État finlandais et la Ville d'Helsinki un contrat de concession du terrain qui est valable jusqu'en 2034. En janvier 2005, la municipalité d'Helsinki a communiqué à l'État des arguments en faveur d'un retour prématuré du terrain à la ville dès la fin 2010.

## Histoire

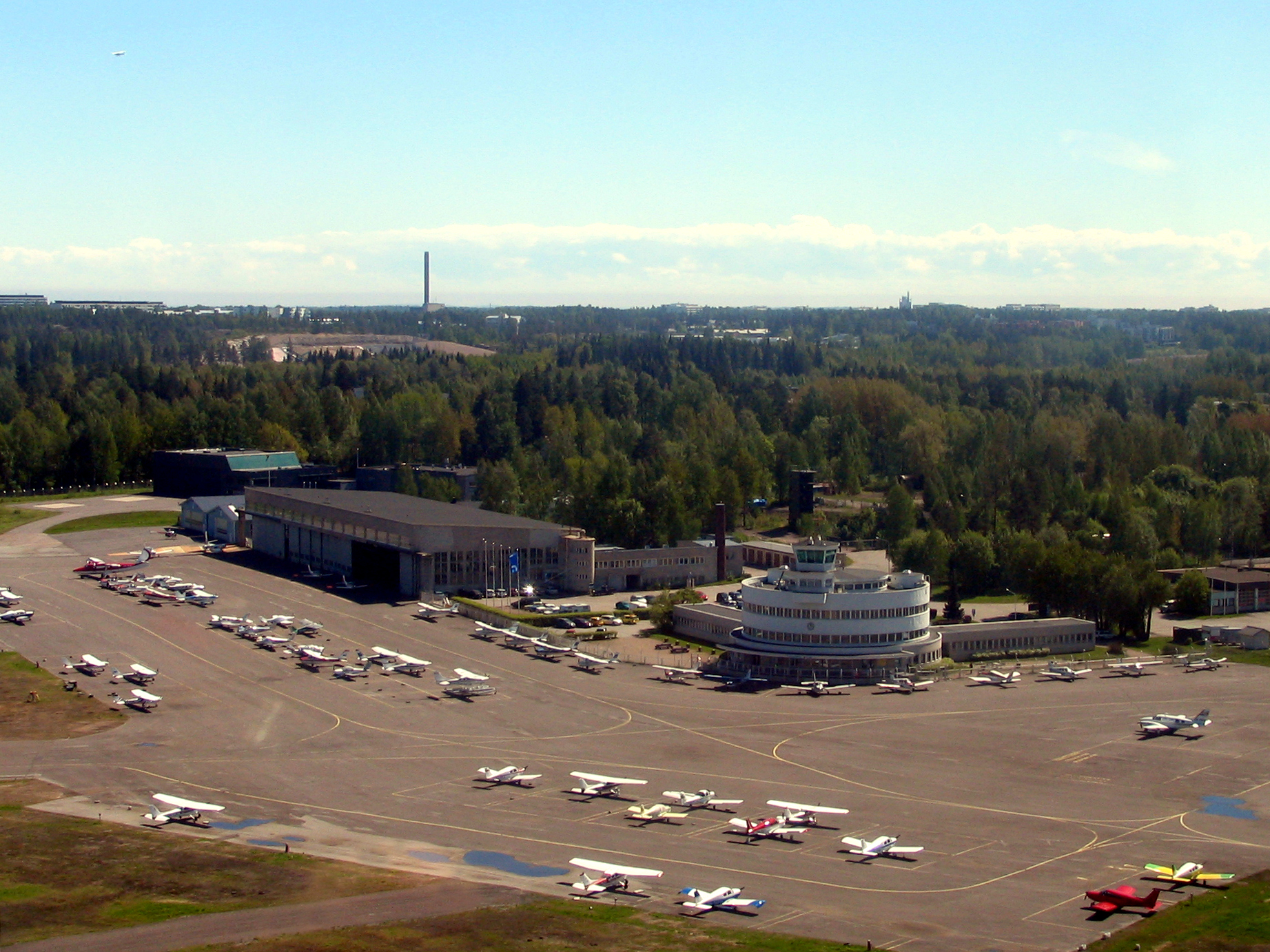
Aéroport d'Helsinki-Malmi.

Le premier aéroport civil d'Helsinki, "l'aérodrome Helsinki", situé sur l'ex-marécage Tattarisuo dans la banlieue de Malmi fut mis en service en 1936 (aujourd'hui, le site est dans le quartier Malmi d'Helsinki). Les hydravions d'Aero S.A., le prédécesseur de Finnair, furent convertis afin d'être capable de se poser sur la terre ferme. Ils furent déplacés vers le nouvel aéroport avec l'aviation générale. La cérémonie d'inauguration eut lieu le 15 mai 1938.
L'aéroport de Malmi fut un des premiers du monde à être conçu plus particulièrement pour les vols internationaux. Grâce à cet aéroport, voyager vers Helsinki devint beaucoup plus rapide. À la fin des années 1930, il y avait des liaisons intérieures vers toutes les grandes villes finlandaises et en 1940, il était même possible de voler jusqu'à Petsamo dans le Grand Nord.
La Guerre d'Hiver (1939-1940) arrêta le trafic aérien civil vers Malmi et l'aéroport fut utilisé par les forces aériennes finlandaises. L'aviation civile utilisa alors d'autres aérodromes. Pendant la Guerre de Continuation (1941-1944), aussi bien les vols civils que les vols militaires utilisèrent Malmi. Après la Guerre de Continuation, en septembre 1944, l'aéroport fut pris par la commission de contrôle alliée. L'aéroport ne fut retourné aux finlandais qu'à la fin de 1946.
Pendant la guerre, des avions plus grands et plus lourds avaient été développés, et après la guerre, la production d'avions commerciaux fut vigoureuse. C'était une nouvelle situation pour l'aéroport Malmi. On constata que les pistes, construites sur le sol argileux d'un ex-marais, auraient demandé des investissements considérables pour supporter le poids d'avions plus grands qu'avant. Les devis indiquèrent que le rallongement des pistes, l'enfoncement de pilotis et les autres renforcements auraient coûté trop cher. Les plans furent abandonnés.
La Finlande construisit donc un nouvel aéroport international en 1952, Seutula, aujourd'hui aéroport Helsinki-Vantaa. Les vols réguliers furent progressivement transférés au nouvel aéroport. Cependant, l'aéroport de Malmi fonctionna commercialement encore plusieurs années grâce aux vols charter.

## Situation
| \| 50 km1:2 811 000 \| Enontekiö Helsinki-Malmi Helsinki-Vantaa Ivalo Joensuu Jyväskylä Kajaani Kemi-Tornio Kittilä Kokkola-Pietarsaari Kuopio Kuusamo Lappeenranta Mariehamn Oulu Pori Rovaniemi Savonlinna Tampere Turku Vaasa Varkaus |
| 50 km1:2 811 000 |

## L'aéroport d'Helsinki-Malmi de nos jours

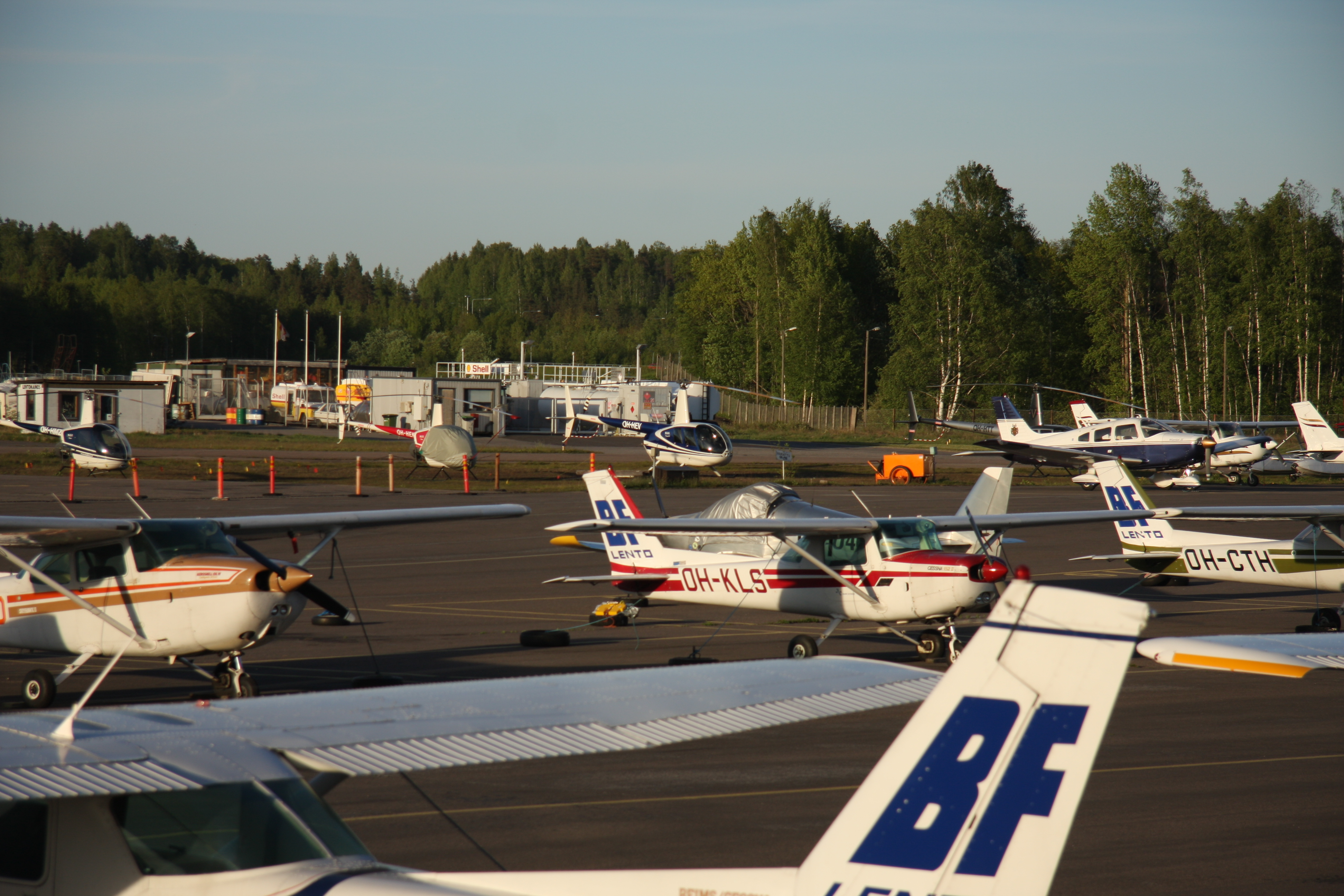
Avions et hélicoptères dans l'aéroport d'Helsinki-Malmi.

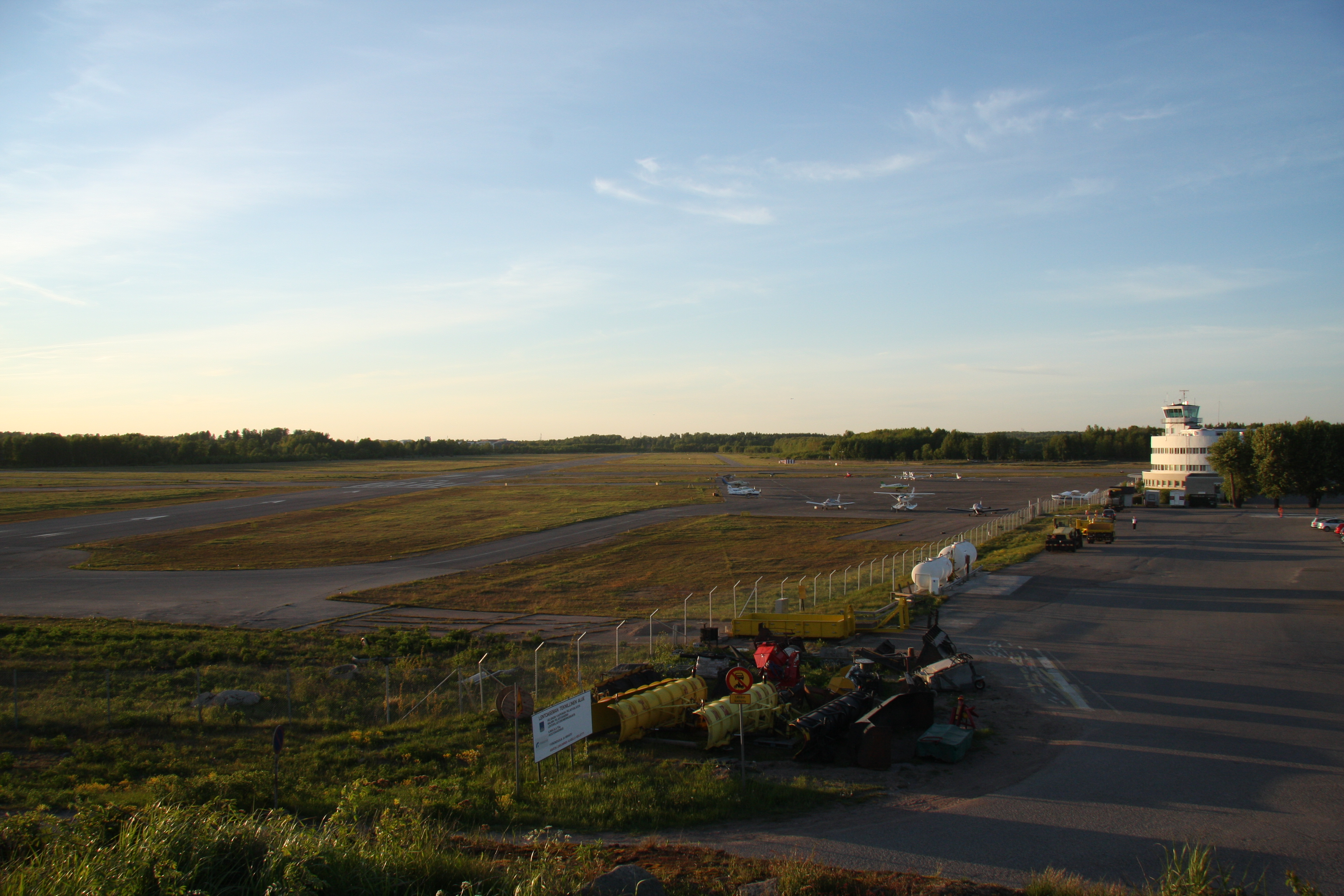
Piste 36 dans le soleil du soir.

Aujourd'hui, l'aéroport Malmi est utilisé par l'aviation générale. Il est utilisé par des écoles de formation professionnelle de pilotes, des compagnies d'aviation, l'aviation privée et des aéro-clubs. En 2002, la moitié de tous les pilotes finlandais et 2/3 des pilotes professionnels ont été formés là-bas. En cas exceptionnel, Malmi sert aussi d'aéroport de réserve pour l'aéroport Helsinki-Vantaa pour les avions commerciaux moins lourds. Le Corps des Gardes-Frontières utilisait également beaucoup cet aéroport jusqu'à fin 2016, quand l'État faisait déménager ailleurs toutes ses opérations (environ 14 % d'opérations à Malmi).
Du point de vue du trafic aérien, l'aéroport Malmi est le seul aérodrome international qui sert avec flexibilité le trafic léger dans un rayon de 150 km autour de la capitale (Helsinki-Vantaa International est le seul aéroport coordonné en Finlande, c'est-à-dire qu'il ne sert pas le trafic non régulier sans une demande de créneau de piste qui doit être remplie plusieurs heures à l'avance.) En 2013, environ 7500 atterrissages de vols entre Malmi et d'autres aérodromes ont été enregistrés seulement parmi les opérateurs de vol de Malmi, ce qui fait de Malmi le deuxième aéroport le plus fréquenté pour les vols voyage en Finlande. 
Les environs de l'aéroport sont relativement verts, et il est entouré par un chemin pour piétons très apprécié. Les spectacles d'aviation et les autres spectacles pour le public attirent annuellement des dizaines de milliers de spectateurs. La particularité de l'aéroport de Malmi, typique de l'aviation avant la Seconde Guerre mondiale, est désormais reconnue : l'aéroport a été inclus dans la liste 2004 des 100 sites les plus menacés du monde par le World Monuments Fund en 2003, et de nouveau dans la liste 2006, en 2005. L'aéroport d'Helsinki-Malmi entier est aussi dans la sélection finlandaise du DOCOMOMO, un groupe de travail international consacré à la documentation et à la conservation des édifices, sites et ensembles urbains du mouvement moderne. Le 16 mars 2016, la fédération européenne du patrimoine culturel Europa Nostra a élu l'aéroport d'Helsinki-Malmi comme un des 7 Sites les plus menacés d'Europe 2016.

## L'avenir de l'aéroport d'Helsinki-Malmi
L'avenir de l'aéroport de Malmi reste incertain parce que la ville d'Helsinki veut le terrain pour y construire des habitations. L'activité de la Ville en la matière, qui a considérablement augmenté à la fin des années 1990, a depuis diminué à cause d'autres grands projets de construction et une vaste annexion de terres d'Östersundom, Sipoo, en 2009.
En juin 2005, le Ministère des Transports et des Communications a demandé à l'Agence nationale de l'aviation civile (Finavia) une étude afin d'examiner les deux options principales : le prolongement des activités aériennes à Malmi et la construction d'un nouvel aéroport dans la région d'Helsinki.  En février 2008, le Ministère a commandé une étude d'impact environnemental (EIE) des sites alternatifs. Dans la préparation de l'EIE, il s'est avéré être problématique que ni le Ministère ni aucune autre partie avait un projet concret pour construire un nouvel aéroport. Le Ministère a fait au début de 2010 une proposition aux autorités de planification compétentes d'organiser une coopération dans la réalisation de l'EIE. Basé sur la réponse, le Ministère a conclu que la préparation de l'EIE ne sera pas poursuivi sans la participation des autorités responsables de l'aménagement du territoire. La question d'emplacement future de l'aéroport sera étudiée à l'avenir dans des plans régionaux d'utilisation des terres. Il est probable que l'aéroport Malmi restera opérationnel au moins jusqu'aux années 2020.
Le 24 mars 2014, le gouvernement finlandais a pris la décision de principe d'abandonner l'aéroport Malmi et de céder le terrain à la construction des habitations. L'aéroport serait fermé au plus tard au début des années 2020, mais dans sa décision écrite, le gouvernement exige que le Corps des gardes-frontières et l'aviation civile soient transférés à un aérodrome substitutif.
Déjà à la fin de 2014, l'opérateur national d'aéroports Finavia a vendu les propriétés de l'État sur l'aéroport de Malmi à la ville d'Helsinki et a retiré ses services le 31 décembre 2016, même s'il n'existe pas d'aérodrome substitutif pour l'aviation civile. Depuis le 1er janvier 2017, tout l'aéroport de Malmi est en possession de la ville, et le nouvel opérateur de ses activités aéronautiques est la Malmi Airfield Association sous un contrat de location de trois ans, couvrant environ 39 hectares (30 %) de la zone de l'aéroport. Depuis le 1er janvier 2017, Malmi sert l'aviation comme un aérodrome non contrôlé avec une piste active (18-36).
L'initiative législative civique «Lex Malmi», soutenue par plus de 56 000 Finlandais en deux mois et appelant à l'utilisation continue de Malmi comme un aéroport par voie législative, a été présentée au Parlement finlandais le 8 février 2017. L'objectif de cette initiative est d'assurer l'accessibilité future d'Helsinki et de Finlande par voie aérienne et de sauver le site du patrimoine culturel internationalement acclamé.

## Littérature
Sipilä, Haikarainen, Wahl et al.: "Malmi - Helsingin lentoasema". Minerva Publishing Ltd 2008,  (ISBN 978-952-492-145-9) (en finnois, 333 p., avec une liste exhaustive de références).